# Plounéour-Trez
Plounéour-Trez foi uma antiga comuna francesa na região administrativa da Bretanha, no departamento Finisterra. Estendia-se por uma área de 10,64 km². Em 2010 a comuna tinha 1 242 habitantes (densidade: 116,7 hab./km²).
Em 1 de janeiro de 2017, passou a formar parte da nova comuna de Plounéour-Brignogan-Plages.